# Marcelo Lavalle
Marcelo Lavalle (Buenos Aires, 1916 - ibídem, 1979) fue un primer actor teatral y cinematográfico argentino.

## Carrera
Lavalle  fue un eximio actor de teatro que incursionó  en varios films durante la Época de Oro del cine argentino, compartiendo escenas con figuras de la talla de Alberto de Mendoza, Miguel Gómez Bao, Marcial Manent, Domingo Mania, Andrés Mejuto, José Olarra, María Esther Podestá, Pedro López Lagar y Carmen Llambí, entre muchos otros.
Estudió desde joven abogacía, carrera que decidió abandonar para dedicarse de lleno a la actuación y el teatro.

## Filmografía

### Cine
- 1946: Las tres ratas
- 1946: Inspiración
- 1947: El que recibe las bofetadas
- 1947: A sangre fría
- 1948: Vidalita
- 1950: Esposa último modelo
- 1950: Toscanito y los detectives
- 1950: Madre Alegría
- 1952: La bestia debe morir[2]

### Radio y televisión
Dirigió en 1967 el programa televisivo humorístico La matraca. En radio, dirigió un concurso organizado por el "Carro de Tespis", emitido por Radio Splendid.

### Teatro
Lavalle se inició profesionalmente en 1943, en el teatro Espondeo, creado por Wally Zenner en 1941.
Luego estudió  en la "Escuela Dramática de Buenos Aires"  en 1946, junto con Enrique Fava, Mercedes Sombra y María Luisa Bemberg, y cuya directora era la primera actriz Galina Tolmacheva.
Gran maestro de actores, tuvo como alumnos a actores como Hugo Arana, Virginia Lago, Jorge Rivera López, Fabio Zerpa, Roberto López, Julio de Grazia, Norma Aleandro, Emilio Alfaro, Graciela Borges, Tino Pascali, Hugo Caprera, Luis Medina Castro e Ignacio Quirós, el periodista Diego Barrachini, entre otros. Como docente integró diversos talleres y seminarios desde 1966 hasta 1970, impuestos por el Fondo Nacional de las Artes y la Dirección de Cultura del Ministerio de Educación de la Nación y de la provincia. Además, trabajó como director en el IAM (Instituto de Arte Moderno) junto a Saulo Benavente, precisamente en el Teatro de Lys.
Dirigió el conjunto "El duende", integrado por los actores Duilio Marzio, Marcela Sola, Ricardo Passano, Ricardo Trigo, T. Migliaci y Diana Wells, con los que fundó en 1947 el Teatro Libre.
Luego, pasó a dirigir el Teatro San Telmo, junto con Luis Diego Pedreira y Lydé Lisant.
Entre sus destacadas labores teatrales, como actor y como director, se encuentran las obras:
- La herencia
- Despierta y canta (1947)
- Esquina peligrosa (1948)
- Poof (1952)
- Verano y humo (1954), de Tennessee Williams
- El hombre de mundo (1954), de Ventura de la Vega
- Rincón tranquilo (1955)
- Amada y tú (1956)
- Álbum de familia (1956)
- La larga cena de novia (1956)
- Simple y maravilloso (1956)
- La viuda alegre (1956), estrenada en el Teatro Colón
- La viuda astuta (1956), estrenada en el Teatro Argentino
- El conde de Luxemburgo, nuevamente en el Teatro Colón
- Lo que no fue (1964), junto a la bailarina Biyina Klappenbach
- Deolinda Correa
- La Esfinge Fumosa
- La Máscara
- Noche de reyes
- La trotamundos
- La zorra y las uvas
- Son cosas de papá y mamá
- La escuela de las mujeres, de Moliére
- Las brujas de Salem, de Arthur Miller
- El inmoralista y los ratones
- Burbujas en los mares del sud
- Don Juan
- La visita inesperada
- Mary...Mary
- La idiota
- Los enemigos no mandan flores
- Ana de los milagros
- El pícaro corregidor
- Jettatore
- Caramelos surtidos
- El monigote de la pared
- Deseo bajo los olmos
- Ejecución
- Luz de gas
- El extraño clan

También colaboró como ayudante de dirección del actor y director Narciso Ibáñez Menta e integró importantes compañías como la de Luis Arata, Elena Lucena y Luisa Vehil.